# Radljevac
 Ovo je glavno značenje pojma Radljevac. Za rijeku u Hrvatskoj, pritoku Butižnice pogledajte Radljevac (rijeka).
Radljevac je naselje u sastavu Grada Knina, u Šibensko-kninskoj županiji. Nalazi se 7 kilometara sjeverno od Knina, na rječici Radljevac.

## Povijest
Radljevac se od 1991. do 1995. godine nalazio pod srpskom okupacijom.

## Stanovništvo
Prema popisu iz 2011. naselje je imalo 75 stanovnika.
| broj stanovnika | 340   | 391   | 362   | 459   | 434   | 437   | 434   | 527   | 566   | 608   | 593   | 505   | 447   | 387   | 105   | 75    | 36    |
|                 | 1857. | 1869. | 1880. | 1890. | 1900. | 1910. | 1921. | 1931. | 1948. | 1953. | 1961. | 1971. | 1981. | 1991. | 2001. | 2011. | 2021. |